# Örökmozi
Az Örökmozi egy Tóth János rövidfilmjeiből (Csendélet, Poézis, Aréna, Ragyogás) őáltala készített összeállítás. A film azonban nem csupán kisfilmek egymásutánja, hanem a mozi és a „mozizás” csodájáról a hozzájuk forgatott összekötő jelenetek segítségével létrehozott, eredetiségében is nagyszerű filmciklus.

Tóth János feledhetetlen, örökérvényű alkotása az Örökmozi.
1982, MAFILM Objektív Stúdió

„Olyan, mint maga Tóth János: kicsit lekéste a korát, talán a némafilm legszebb időszakában, a húszas években kellett volna élnie és alkotnia, amikor még nem a reklámklipek ritmusára dobbant a nézők és a rendezők szíve. Nem mai film az Örökmozi, de megkésetten is a jövő filmje lehet, ha marad még majd olyan néző, aki fogékony az egyes darabokat összefűző „keretjáték” gyertya-világította Lao-ce verseire, és a gyertyalobogás világára.”

– Bikácsy Gergely